# Терезинья
Терезинья (порт. Terezinha) — муниципалитет в Бразилии, входит в штат Пернамбуку. Составная часть мезорегиона Сельскохозяйственный район штата Пернамбуку. Входит в экономико-статистический микрорегион Гараньюнс. Население составляет 6735 человек (2008 год). Занимает площадь 213 км².
Праздник города — 13 апреля.

## История
Город основан в 1948 году.